# Palais Bukovac
Le palais Bukovac (en serbe cyrillique : Буковчева палата ; en serbe latin : Bukovčeva palata) est situé à Zrenjanin, dans la province de Voïvodine et dans le district du Banat central, en Serbie. Avec l'ensemble du quartier ancien de la ville, il est inscrit sur la liste des entités spatiales historico-culturelles de grande importance de la République de Serbie (identifiant no PKIC 48) et, à ce titre, sur la liste des monuments culturels de grande importance.

## Présentation
Le « palais » a été construit en 1895 pour l'avocat de la ville Stevan Sаvić et il a été racheté par le riche marchand Stevan Bukovac en 1912. Situé sur le Trg slobode (la « place de la Liberté ») et au carrefour des rues Kralja Aleksandra I Karađorđevića et Pupinova ulica, il a été conçu par l'ingénieur Filip Leth dans un style éclectique mêlant des éléments néo-Renaissance et néo-baroques.
Le bâtiment, doté d'un rez-de-chaussée et de deux étages, a été prévu pour un usage résidentiel et commercial, avec des magasins au niveau le plus bas et trois appartements de luxe à chacun des étages. La façade donnant sur la place a particulièrement retenu l'attention du concepteur, avec des décorations en stuc et des pilastres soutenant un balcon à balustrade dont le plafond est orné de caissons. Le rez-de-chaussée est nettement séparé des étages supérieurs. Au premier étage, des fenêtres géminées contribuent à renforcer la décoration de l'ensemble.
D'importants travaux de restauration ont été réalisés sur l'édifice en 2011-2012.